# Optus
SingTel Optus Pty Limited è la seconda più grande compagnia di telecomunicazione in Australia, ed è di proprietà della Singapore Telecommunications (ASX: SGT). 
Optus opera principalmente con il marchio Optus, mentre mantiene i marchi di sue filiali come Virgin Mobile Australia e Boost Mobile nel mercato della telefonia mobile.
Uecomm è un mercato dei servizi di rete e Alphawest nei servizi ICT.
Fu fondata nel 1981.